# Lá Vem a Morte (álbum)
Lá vem a Morte é o terceiro álbum de estúdio do grupo de rock psicodélico goiano Boogarins, lançado em 2017 através do selo OAR.  Anterior ao lançamento do álbum, o single "Elogio á intuição do cinismo" foi lançado em 2016, e no ano seguinte, o single "A Pattern Repeated On", uma versão de língua inglesa da música "Foimal", com participação de John Schmersal. Considerada a obra mais ambiciosa e conceitual do grupo, é iniciada e finalizada com a suíte de 3 partes "Lá vem a Morte", intercaladas com músicas de sonoridade sombria e intimista. Na versão Deluxe, lançada em 2018, 3 faixas bônus são incluídas. Refletindo a natureza pessimista, o grupo lançou o álbum com a seguinte nota, originalmente em inglês:
“Talvez sempre tenha sido assim. Mas parece que estamos vivendo em um momento em que você pode se sentir muito perto de um final infeliz, dentro da situação caótica do mundo atual. As relações perdem o seu significado. O cinismo não é mais um sentimento. É algo sólido, que dói toda vez que você tenta considerar que seus desejos precisam respeitar a vida de outra pessoa. Todos os dias, você realmente não quer acordar. A confusão dos sonhos escuros é mais agradável que a forma fraca que você assume dia a dia. Ser atacado de muitas maneiras e direções, que você não conhece a verdadeira razão pela qual você se coloca nesta situação. Essas músicas são um reflexo da falta de sensibilidade em que vivemos. Talvez seja hora de ser forte, descartar a hipocrisia e encarar os maus e os bons sentimentos ao mesmo tempo… e encontrar uma verdade profunda além da infinita superficialidade de nossos dias.”

## Faixas
| Lá vem a Morte |                                |         |  |
| N.º            | Título                         | Duração |  |
| 1.             | "Lá vem a Morte Pt.1"          | 1:20    |  |
| 2.             | "Foimal"                       | 3:12    |  |
| 3.             | "Onda Negra"                   | 4:36    |  |
| 4.             | "Polução Noturna"              | 4:05    |  |
| 5.             | "Lá vem a Morte Pt.2"          | 2:02    |  |
| 6.             | "Corredor Polonês"             | 4:05    |  |
| 7.             | "Elogio à intuição do Cinismo" | 3:27    |  |
| 8.             | "Lá vem a Morte Pt.3"          | 4:35    |  |
| Duração total: | Duração total:                 | 27:23   |  |

| Lá vem a Morte (faixas bônus) |             |         |  |
| N.º                           | Título      | Duração |  |
| 1.                            | "Castigo"   | 3:31    |  |
| 2.                            | "Lvco4"     | 3:57    |  |
| 3.                            | "No Return" | 4:36    |  |

## Equipe
- Dinho Almeida - vocais, guitarra e beats.[1]
- Benke Ferraz - produção, mixagem, guitarra e beats.[1]
- Raphael Vaz - baixo e moog.[1]
- Ynaiã Benthroldo - bateria, letra.[1]
- Tim Gerron - masterização.[1]
- Bonifrate - participação especial.[1]